# 北岡誠司
北岡 誠司（きたおか　せいじ、1935年4月11日-　）は、ロシア・東欧文学者、比較文学者、奈良女子大学名誉教授。
東京生まれ。東京外国語大学ロシア語科卒、1967年東京大学大学院比較文学比較文化博士課程満期退学、大阪市立大学文学部助手、68年講師、71年助教授、1981年奈良女子大学文学部助教授、85年教授、98年定年退任、名誉教授。ミハイル・バフチンやロシア・フォルマリズムを研究。

## 著書
- 『現代思想の冒険者たち 第10巻 バフチン 対話とカーニヴァル』講談社 1998

共編
- 『小説のナラトロジー 主題と変奏』三野博司共編 世界思想社 2003

### 翻訳
- 『ミハイル・バフチン著作集 言語と文化の記号論 マルクス主義と言語の哲学』新時代社 1980
- ボリス・ウスペンスキー『イコンの記号学 中世の絵を読むために』新時代社 1983
- V.V.イワーノフ, V.N.トポローフ『宇宙樹・神話・歴史記述 モスクワータルトゥ・グループ文化記号論集』編訳 岩波現代選書 1983
- 『ミハイル・バフチン著作集 小説の時空間』新時代社 1987
- ウラジーミル・プロップ『昔話の形態学』福田美智代共訳 白馬書房 叢書記号学的実践 1987

## 論文
- Cinii

## 注
1. ↑  『現代日本人名録』